# Ciments d'Obourg
 (février 2017).
Si vous disposez d'ouvrages ou d'articles de référence ou si vous connaissez des sites web de qualité traitant du thème abordé ici, merci de compléter l'article en donnant les références utiles à sa vérifiabilité et en les liant à la section « Notes et références ».
La société des Ciments d'Obourg est une ancienne société cimentière belge aujourd'hui filiale du groupe suisse Holcim.

## Histoire de la cimenterie
(février 2022).
Au début du XXe siècle naissent les Ciments d’Origny-Sainte-Benoîte, à Origny-Sainte-Benoite (France) et les Ciments d’Obourg, à Obourg (Belgique). Ces régions disposent des matières premières ainsi que les combustibles nécessaires à la production cimentière.
1908 : création des Ciments Artificiels Portland d’Origny-Sainte-Benoîte
1911 : constitution de la société Ciments Artificiels de et à Obourg
1925 : la SA Ciments d'Obourg entre dans le groupe suisse Holderbank
1960 : création d'Obourg Béton
1961 : fusion des Ciments d'Origny-Sainte-Benoite et des établissements A. Letellier. Transfert du siège à Paris
1967 : création d'Interbéton
1970 : fusion entre Ciments d'Origny et la société Cimentière la Desvroise
1972 : création d'Orsa Bétons par Ciments d'Origny
1973 : fusion des Ciments d'Origny Desvroise avec les ciments du Haut-Rhin. La société prend le nom de Ciments d'Origny et Holderbank entre dans le capital
1986 : création des SA Cobex, Obourg Calcaire et Ciments de Haccourt
1987 : OPA sur la SA Carrière de Porphyre de Quenast et prise de contrôle de 50 % de la SA Gralex. Constitution de la SA Scoribel.
1989 : achats par Ciments d'Obourg de la SA Hellings
1990 : prise de participation de 50 % dans le groupe Stadsbader (Cantillana, Stadromix, Statrans) 
- Acquisition du groupe néerlandais Rook
- Création de la société SA Obourg Granulats et modification de la raison sociale Ciments d‘Obourg en SA Obourg (Société Holding)
- Participation du groupe Holderbank portée à 97,5 % dans le capital d'Obourg
- Fusion des Ciments d'Origny avec les Ciments de Champagnole
- Création par Ciments d‘Origny d'Orsa Granulats.
- Ciments d‘Origny devient Origny SA.

1993 : Prise de participation de 50 % via le groupe Rook dans Van Den Broucke Béton
1994 : Le groupe Origny acquiert Cedest et devient Origny
1998 : Rapprochement entre Origny et Obourg par la création de Obourg-Origny
Création de la société SCT (Société des Carrières du Tournaisis) entre Obourg et CCB. 
2000 : Acquisition de la société Bos en Zoon aux Pays-Bas 
2001 : Intégration de l’activité mortiers à 100 %. 
25 février 2002 : Le groupe devient Holcim France Benelux. L'ensemble des filiales adopte cette nouvelle identité : Holcim Ciments, Holcim Bétons, Holcim Granulats, Holcim Mortiers.

## Galerie

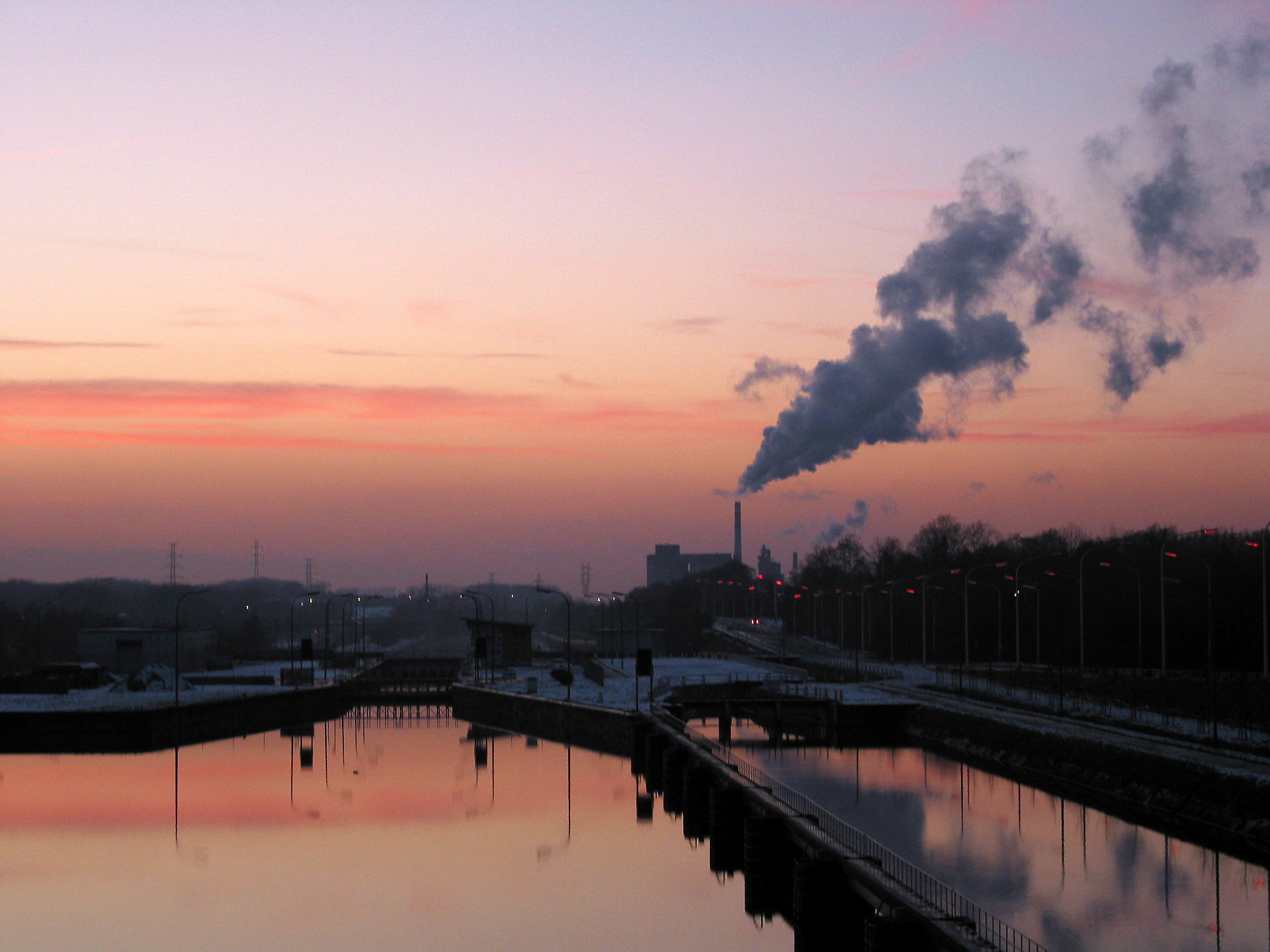
Obourg, la cimenterie au soleil couchant.
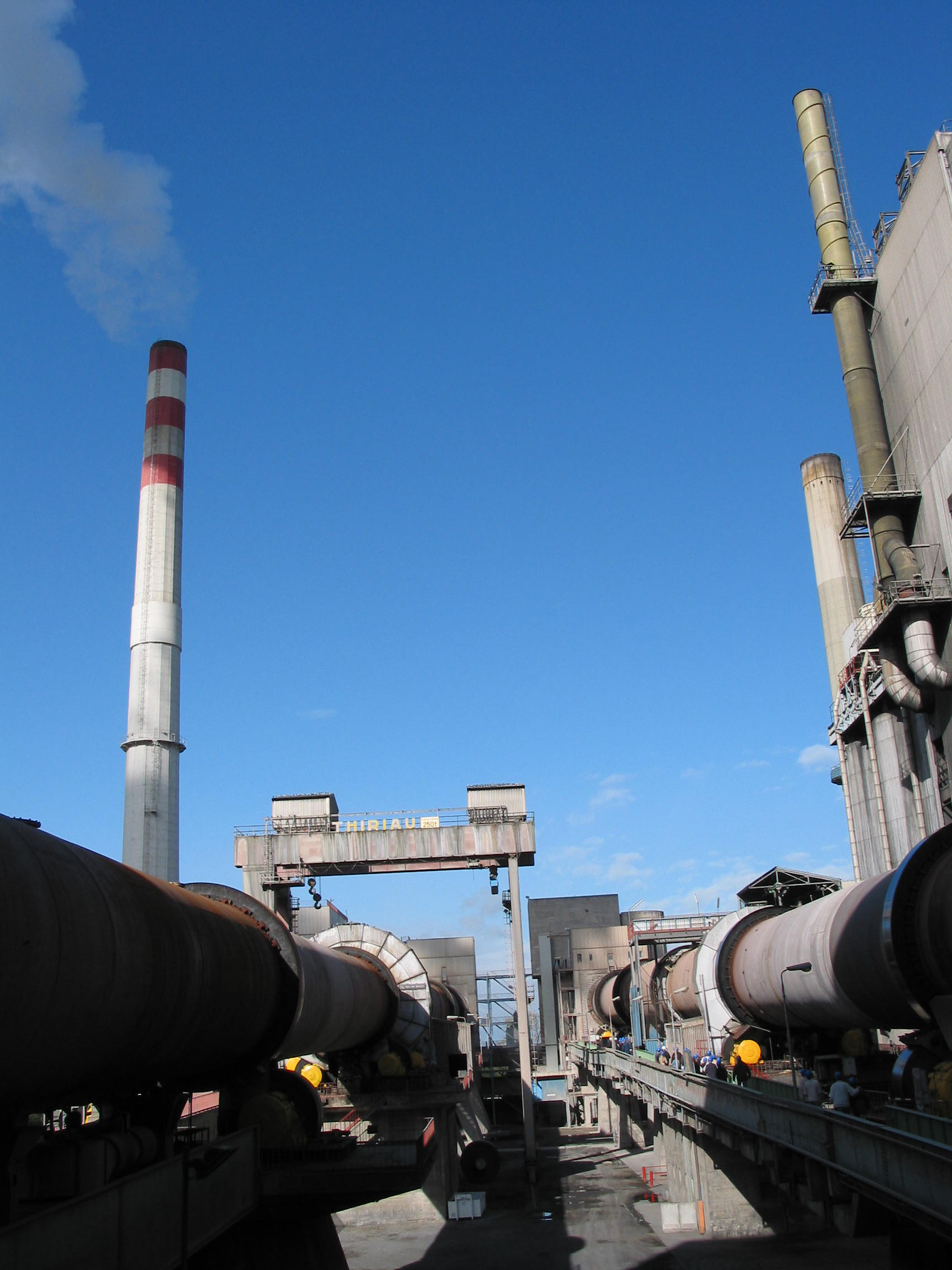
Obourg, les fours de la cimenterie Holcim.